# Луцифер (картина)
Вижте пояснителната страница за други значения на Луцифер.
„Луцифер“ е картина на немския художник Франц фон Щук (сред основоположниците на Мюнхенския сецесион) от 1890 г.
Картината принадлежи към „тъмно-монументалния“ период от живописта на художника, представяща изображение на „човека-демон“. Платното е с размери 161/152,5 cm.

## История
Картината е закупена от ателието на Щук в Мюнхен през 1891 г. от княз Фердинанд за дворцовата колекция в София. На 25 декември 1930 г. цар Борис III я предава на Народния музей, от 1948 г. е част от фонда на Националната художествена галерия. През 1985 г. е предадена във фонда на Галерията за чуждестранно изкуство, а от 2015 г. е във фонда на галерия „Квадрат 500“.
През януари 2017 г. картината е тежко увредена, поради неработеща климатизация и лоши условия на съхранение.

## Изложби
Картината участва в множество международни изложби:
- 1972 г. – „Немско изкуство около 1900 година" в Берлин
- 2000 г. – „Царството на духа. Развитието на немския символизъм 1870 – 1920“ във Франкфурт, Бирмингам и Стокхолм
- 2005 г. – „История на меланхолията" в Париж
- 2006 г. – „История на меланхолията" в Берлин
- 2006 – 2007 г. – „Франц фон Щук. Модерният Луцифер“ в Тренто
- 2008 – 2009 г. – „Шедьоврите на Франц фон Щук“ в Мюнхен